# Ego-State-Therapie
Die Ego-State-Therapie (englisch: ego state therapy, lateinisch ego ‚ich‘, englisch state ‚Zustand‘) ist eine ressourcenfokussierte und körperorientierte Psychotherapieform. Sie wurde unter Berücksichtigung psychoanalytischer Theorien von John und Helen Watkins entwickelt. Die Ego-State-Therapie ergänzt die Selbst- und Objektrepräsentanzen („Introjekte“) der psychoanalytischen Objektbeziehungstheorie um den davon abgegrenzten Begriff Ego-State.
Die Ego-State-Therapie wird angewandt bei Posttraumatischer Belastungsstörung, Borderline-, Angst- oder Sexualstörungen und dissoziativen Identitätsstörungen. Ihr Ziel ist, die Kommunikation der Ich-Anteile untereinander im Sinne einer inneren Teamarbeit zu verbessern. Die Kombination mit Elementen aus der Hypnotherapie und Körpertherapie wird vom Watkins-Schüler Woltemade Hartman empfohlen.

## Geschichte
Abweichend von seinem Lehrer Sigmund Freud postulierte Paul Federn als erster die Theorie der Ich-Zustände. Dessen Schüler Edoardo Weiss entwickelte die Theorie weiter. Darauf aufbauend entwickelten die mit Edoardo Weiss befreundeten US-amerikanischen Psychologen John und Helen Watkins ab etwa 1980 die Ego-State-Theorie, die sie später auf nicht-psychotische Patienten anpassten.
Aus der Behandlung von Patienten mit psychotischen Symptomen leitete Paul Federn ein Konzept von Ich-Zuständen ab, das Enfremdungsgefühle sich selbst gegenüber (Depersonalisationen) und der Umgebungen gegenüber (Derealisationen) beinhaltete. Federn folgerte, dass das Ich des Menschen grundlegend nicht aus einer einheitlichen Struktur, sondern aus verschiedenen Anteilen von Ich-Zuständen zusammengesetzt sei.
John Watkins (1913–2012), ein Pionier der Hypnotherapie, war 1964 bis 1987 Professor für Psychologie und Direktor der klinischen Ausbildung an der Universität von Montana (USA). Er ist Mitbegründer der International Society for Clinical and Experimental Hypnosis (SCEH). Seine 2002 verstorbene Frau Helen Watkins war ebenfalls Psychologin.

## Modell der Ego-State-Therapie
Die Ego-State-Therapie basiert auf der Theorie, dass die Persönlichkeit aus verschiedenen Ich-Anteilen (Ego States) bestehe. Diese Anteile seien umgrenzte und beschreibbare „Unter-Persönlichkeiten“.

### Symptom-assoziierte, verletzte Ich-Anteile
Diese Anteile leiden und tragen die Angst, Wut und Schuldgefühle. Sie verursachen Symptome.

### Destruktive Ich-Anteile
Diese sind maligne, feindselige oder bösartige Introjekte wie innerer Kritiker, Richter, Perfektionist, Allenrechtmacher, sowie täternahe Introjekte. Auch wahnhafte und machtbesetze Introjekte sind möglich. Ein Introjekt entstand durch einen Eindruck von außen. Eigenschaften und Verhalten von anderen wurde verinnerlicht.

### Mischformen
Destruktiv wirkende oder verletzende Ich-Anteile lösen Körperbeschwerden aus, bspw. chronischen Schmerz. Sie sind symptom-assoziiert, weil sie den traumatisierten Ich-Anteil beschützen. Wird diese Schutz- und Abschirmungsfunktion vom Therapeuten nicht beachtet, verstärkt sich die Dissoziation und neue Ich-Anteile können entstehen. Diese werden dann zu Saboteuren.

### Ungesunde integrierte Anteile
Im Übergangsbereich zwischen den gesunden und den abgespaltenen Anteilen gibt es ungesunde, integrierte und bewusst zugängliche Anteile, die auch ohne Hypnose oder Trance therapeutisch bearbeitbar sind.
Ein neuer Ich-Anteil kann auch als Folge eines Widerstands in der Therapie auftreten. Der Patient wird z. B. „plötzlich so müde“. Dadurch soll das Bewusstwerden einer alten, der aktuellen Realität schlecht angepassten Struktur des Patienten (beziehungsweise beängstigender Gefühle dahinter) verhindert werden. Der neue Ich-Anteil hat die Aufgabe, davon abzulenken, „dass es da etwas gibt“, beziehungsweise einen anderen Ich-Anteil, der mit der Gestaltung der alten (und heute unangemessenen) Struktur beauftragt war, zu schützen.
Der Therapeut könnte jetzt mit dem aktuellen Widerstand arbeiten, d. h. ihn z. B. zum Kennenlernen „auf die innere Bühne bitten“ und ihn sich vom Patienten bildhaft vorstellen (imaginieren) lassen. („Was ist die Aufgabe dieser Müdigkeit, wovor soll sie schützen?“) Gelingt dies, führt es zum ursprünglichen Ego State (also der heute schlecht angepassten Struktur), mit dem dann therapeutisch weiter gearbeitet werden kann.
Abwehrmechanismen sind bis zu einem gewissen Grad der Ausprägung als ganz normale Schutzmechanismen zu betrachten, die jeder Mensch hat und braucht. Krankheitswert hat eine jeweils extreme Ausprägung. Beispielsweise da, wo die Entwicklung der inneren Struktur in unbewältigten Konflikten bzw. den Grundkonflikten fest hängt, leisten solche Ego-States ihre überkommenen Aufgaben, die für „den Menschen heute“ eine ungesunde Wirkung haben.
Siehe auch Grundkonflikt hier z. B. Grundkonflikte nach der Operationalisierten Psychodynamischen Diagnostik (OPD)
Die Psychoanalyse verwendet den Begriff Charaktertypen für ein Set der jeweils vorherrschenden Abwehrmechanismen.
Siehe auch: Charaktertypen.

### Abgespaltene Ich-Anteile
Mit traumatisch verletzenden Situationen verbundene Gefühle können so stark sein, dass Menschen sie nicht aushalten. Auch konfliktbeladene Situationen können an einen Menschen Forderungen stellen, auf die er noch „keine Antwort“ hat und die eine entsprechend tiefe Angst auslösen können. Dagegen wird ein Abwehrmechanismus aufgebaut. Eine Form ist die Abspaltung von Ich-Anteilen. In diesen sind Gefühle und Energien ungelöster Traumata abgespeichert. Es können spezielle Formen und Aufgaben solcher Ich-Anteile unterschieden werden: „Verfolger“, radikale Helfer, Täter-Introjekte (täteridentifizierter Anteil), Angreifer, Mittäter-Introjekte (täterloyale Anteile). Einzelne Ich-Anteile können sich auch überlagern und ggf. gegenseitig verstärken, wie z. B. täteridentifizierte und täterloyale Anteile. In idealer Reinform tritt ein einzelner Ich-Anteil selten zu Tage.
Als Beispiel sei ein Mensch betrachtet, der von Kindheit an von einem Familienmitglied misshandelt wird, inzwischen als Erwachsener in einer eigenen Wohnung lebt und vom Täter weiterhin zu Gewalthandlungen aufgesucht wird. Sein gesunder, in der Therapie kontaktierbarer Ich-Anteil kann die neue Information lernen: „Du musst ihn nicht reinlassen.“ Das wird den Menschen zwar stärken, dennoch sagt er z. B.: „Ja, aber ich kann es nicht versprechen.“ Denn da gibt es auch noch den täteridentifizierten Anteil, der glaubt, gemäß der früheren Erfahrung den Menschen weiterhin (relativ) schützen zu müssen, indem er tut, was der Täter verlangt. So kann es zu der kontinuierten Entscheidung kommen, den Täter wider besseres Wissen immer wieder in die eigene Wohnung einzulassen, nach dem alten Motto: „Du musst tun, was er will, sonst schlägt er dich tot.“ Dieser Anteil ist abgespalten und unterliegt nicht der Ich-Kontrolle.
Siehe auch: Dissoziative Identitätsstörung.
Solche Ich-Anteile sind nicht zu verwechseln mit im Zuge der psychosozialen Entwicklung aufgenommenen Introjekten, also inneren Abbildern von Personen, die uns wichtig waren und deren Werte, Normen und Verhaltensmuster wir in uns aufgenommen haben. Introjekte starten nicht als Abwehrmechanismen und sind auch ohne Hypnose oder Trance im therapeutischen Gespräch zugänglich für die Aufnahme neuer, realer Informationen (lassen ein „Update“ ihrer selbst zu). Lautet beispielsweise ein überbrachtes Gesetz (Introjekt) einer wichtigen Bezugsperson aus der Kindheit „Du darfst nicht weinen“, so kann der innere Anteil, der das vertritt, in der Therapie nach und nach umlernen, bis das neue, eigene Gesetz schließlich lautet: „Du darfst weinen, soviel Du willst“. Introjekte bestehen nicht darauf zu bleiben (wie die Ego States); man kann sie ändern oder auffordern zu gehen.

## Ziele
Die Ziele der Ego-State-Therapie sind
- Förderung der Co-Bewusstheit der Anteile,
- Stressreduktion im inneren System,
- Ausrichtung der Energie auf die Gestaltung eines erfüllten Lebens.

Der Patient lernt, die unterschiedlichen Persönlichkeitsanteile (die damit verbundenen Bedürfnisse und Standpunkte) besser miteinander abzustimmen und sich für die wesentlichen zu entscheiden und entsprechend zu handeln. Je nach Schweregrad der Störung können die Ich-Anteile vollständig integriert werden (Inneres Team), oder sie werden, nun gelenkt vom eigenen Selbst, symbolisch weiterhin als „eigene Persönlichkeiten“ betrachtet, aber jetzt konstruktiv-integrativ eingesetzt.

## Methoden
Die abgespaltenen Ich-Anteile sind ein Teil des eigenen Selbst. Deshalb ist es wichtig, sie als wertvolle Ressource anzunehmen. Sie haben treu und zuverlässig über lange Jahre genau das getan, womit sie einst beauftragt wurden, auch wenn sie heute nicht mehr angemessen für das Selbst des Patienten sorgen können.
Die Therapie erfolgt in vier Phasen:
- innere Sicherheit schaffen
- Trauma finden, Ressourcen klären
- stabilisieren, Traumaerfahrung durcharbeiten
- Erfahrungen integrieren, Persönlichkeit und Identität festigen

Alternativ schlagen Woltemade Hartman und Kai Fritzsche die Phasen des SARI-Modells von Maggie Phillips und Claire Frederick vor:
- S Safety and Stabilisation (Sicherheit und Stabilisierung)
- A Accessing (Schaffung eines sicheren Zugangs zum Trauma)
- R Resolving and Restabilisation (Auflösen der traumatischen Erfahrung und Restabilisierung)
- I Integration and Identity (Integration der Persönlichkeit und Schaffung einer neuen Identität)

In der Therapie kann der Therapeut einen Ich-Anteil direkt ansprechen. Er wird so symbolisch-imaginativ aktiviert und kann zu seiner Geschichte, zu seinen Erfahrungen, seiner Aufgabe, seinen Zielen, Gedanken, Wünschen, Hoffnungen und Ängsten direkt befragt werden. Im „Gespräch“ des Therapeuten beziehungsweise des Patienten mit dem Ich-Anteil und der Ich-Anteile untereinander können sich diese verändern und entwickeln. Der Patient kann die „Ich-Anteile“ mit neuen Daten zur aktuellen Realität versorgen und lernen, die in diesen Ich-Anteilen enthaltenen Erfahrungen und Ideen selbst zu steuern und zu integrieren und die oft verborgenen Ressourcen zu nutzen.
Verfestigte Ich-Anteile „fürchten“ häufig, sich auflösen oder verschwinden zu sollen, wenn sie in der therapeutischen Arbeit „entdeckt“ werden. Deshalb ist es wichtig, ihre bisherigen Verdienste zu würdigen, so paradox es erscheinen mag, und ihnen Unterstützung zukommen zu lassen oder ihnen neue wichtige Aufgaben zuzuweisen, denen sie sich gewachsen fühlen, sie also somit neu zu integrieren.
Siehe auch die Methoden in: Psychodynamisch Imaginative Traumatherapie.

## Einordnung des Therapieansatzes
Ausgehend von der Beobachtung, dass der Mensch verschiedene psychische Zustände entwickeln kann, die man auch als innere Anteile bezeichnen kann, entstanden unterschiedliche therapeutische Herangehensweisen. Beispielsweise flossen die von Sigmund Freud benannten Anteile Es – Ich – Über-Ich in die psychoanalytisch/tiefenpsychologisch orientierten Therapieansätze ein. Die Arbeit mit dem Inneren Kind kam auf und fand u. a. Niederschlag in der Psychodynamisch Imaginativen Traumatherapie von Reddemann. Therapeuten, die mit schwer traumatisierten Menschen arbeiteten, stellten fest, dass diese Konzepte noch nicht weit genug gingen. Es entwickelten sich neue Ansätze, die von vielen inneren Anteilen (Ego-State-Modell) innerhalb einer Person ausgehen, welche beschreibbar und einzuordnen und in ähnlicher Form auch bei anderen Menschen wiederzufinden sind. Oftmals werden die verschiedenen Therapieansätze auch miteinander kombiniert, wie es in der Psychotherapie heute ohnehin üblich geworden ist.
Für die Integrationsarbeit in der Therapie der dissoziativen Identitätsstörung (Arbeit mit dissoziierten Menschen) finden aktuell z. B. Anwendung: das zielorientierte Integrationsmodell (The Tactical Integration Model von Fine 1991, 1993, 1996, 1999), das strategische Integrationsmodell (Kluft 1988) und das Modell der Ego States von Watkins & Watkins. Dabei zielen die beiden ersten Modelle auf eine vollständige Integration zu einer Ganzheit der Person. Das persönlichkeitsorientierte Modell der Ego States hat eine funktionierende und zufriedenstellende Zusammenarbeit der verschiedenen Teilpersönlichkeiten und/oder Ich-Zustände zum Ziel.